# Просвиряков, Евгений Юрьевич
Евге́ний Ю́рьевич Просвиряко́в (род. 27 апреля 1986 года, Свердловск, РСФСР, СССР) — российский ученый-механик, математик и физик, профессор двух кафедр Уральского федерального университета, заведующий сектором нелинейной вихревой гидродинамики и главный научный сотрудник Института машиноведения имени Э. С. Горкунова Уральского отделения РАН.

## Ранние годы и образование
Родился 27 апреля 1986 года в Свердловске. В 2007 году окончил бакалавриат математико-механического факультета Уральского государственного университета им. А. М. Горького, а в 2009 году окончил магистратуру того же факультета по специальности «Механика. Прикладная математика» (направление — «Механика деформируемого твердого тела»).
В 2009 году в Институте механики сплошных сред Пермского научного центра УрО РАН защитил диссертацию на соискание ученой степени кандидата физико-математических наук на тему «Устойчивость деформирования стержневой системы, осуществляющей растяжение с кручением полой цилиндрической детали из разупрочняющегося материала».
В 2017 году защитил диссертацию на соискание ученой степени доктора физико-математических наук на тему: «Неоднородные крупномасштабные течения вязкой несжимаемой жидкости» в диссертационном совете при ФГБУН УдмФИЦ УрО РАН.

## Деятельность в сфере высшего образования и науки
Главный научный сотрудник и заведующий сектором нелинейной вихревой гидродинамики Института машиноведения имени Э. С. Горкунова Уральского отделения РАН. Также является профессором двух кафедр (кафедры подъемно-транспортных машин и роботов и кафедры теоретической механики) Уральского федерального университета.
Кроме того (по состоянию на 2022 год) является доцентом кафедры машиноведения и инженерной графики Казанского национального исследовательского технического университета.
Евгений Просвиряков неоднократно выступал в качестве официального оппонента на защитах кандидатских диссертаций. Просвиряков был оппонентом следующих диссертаций на соискание ученой степени кандидата физико-математических наук:
- А. Н. Полудницина (защищена в 2018 году в Пермском федеральном исследовательском центре Уральского отделения Российской академии наук)[4];
- Ю. Л. Кузнецовой (защищена в 2019 году в Институте механики сплошных сред УрО РАН)[5].

Член диссертационного совета Уральского федерального университета, рассматривающего диссертации на соискание ученых степеней доктора и кандидата наук по техническим наукам.

## Сочинения
Просвиряков — автор более 100 научных публикаций.

### Статьи в ведущих рецензируемых научных изданиях
- Burmasheva N.V., Privalova V.V., Prosviryakov E.Y. Layered Marangoni convection with the Navier slip condition // Sadhana: academy proceedings in engineering sciences. — 2021. — Т. 46, № 1.
- Ershkov S.V., Prosviryakov E.Y., Burmasheva N.V., Christianto V. Towards undersranding the algoritms for solving the Navier-Stokes equations // Fluid Dynamics Research[англ.]*. — 2021. — Т. 53, № 4.
- Ershkov S.V., Christianto V., Rachinskaya A., Prosviryakov E.Y. Prosviryakov A nonlinear heuristic model for estimation of Covid-19 impact to world population // Romanian Reports in Physics. — 2021. — Т. 72. — С. 605.
- Горшков А.В., Просвиряков Е.Ю. Конвективное слоистое течение Экмана вязкой несжимаемой жидкости // Известия Российской академии наук. Физика атмосферы и океана. — 2018. — Т. 54, № 2. — С. 213—220.
- Бурмашева Н.В., Просвиряков Е.Ю. Крупномасштабная слоистая стационарная конвекция вязкой несжимаемой жидкости под действием касательных напряжений на верхней границе. Исследование поля скоростей // Вестник Самарского государственного технического университета. Серия: Физико-математические науки. — 2017. — Т. 21, № 1. — С. 180—196.
- Бурмашева Н.В., Просвиряков Е.Ю. Крупномасштабная слоистая стационарная конвекция вязкой несжимаемой жидкости под действием касательных напряжений на верхней границе. Исследование полей температуры и давления // Журнал Сибирского федерального университета. Серия: Гуманитарные науки. — 2017. — Т. 21, № 4. — С. 736.
- Ковалёв В.П., Просвиряков Е.Ю., Сизых Г.Б. Получение примеров точных решений уравнений Навье-Стокса для винтовых течений методом суммирования скоростей // Труды Московского физико-технического института (национального исследовательского университета). — 2017. — Т. 9, № 1 (33). — С. 71—88.

### Учебники и учебные пособия
- Аристова Н. С., Булашов Д. А., Одиноков А. Ю., Просвиряков Е. Ю., Савинов В. И. Расчет стержней и стержневых систем. Учебное пособие.. — Казань: КНИТУ им. АН. Туполева, 2013. — 247 с. — ISBN 978-5-7579-1904-1.

## Награды и премии
- Премия за II место в номинации «Информационные технологии» конкурса разработок молодых ученых на Всероссийском форуме молодых ученых U-NOVUS (Томск, 2014 год)[1].
- Премия Губернатора Свердловской области для молодых ученых за лучшую работу в области механики и машиноведения «Точные решения уравнений Навье-Стокса, описывающие крупномасштабные течения и колебания завихренных вязких несжимаемых жидкостей» за 2015 год[1].